# Wavans British Cemetery

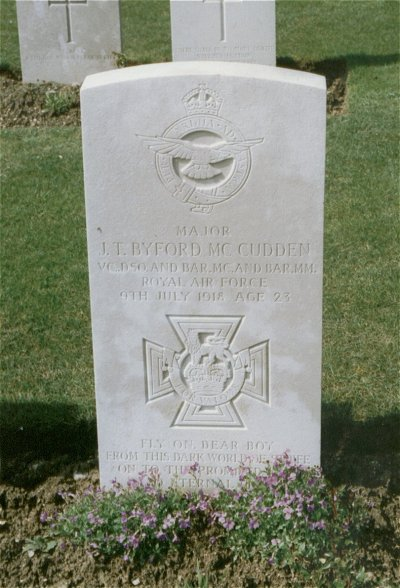
Graf

Wavans British Cemetery is een Britse militaire begraafplaats met gesneuvelden uit de Eerste Wereldoorlog, gelegen in de Franse gemeente Beauvoir-Wavans in het departement Pas-de-Calais. De begraafplaats werd ontworpen door William Cowlishaw en ligt aan de Rue du Hoc op 1 kilometer ten noordwesten van het centrum van Wavans. Het terrein heeft een rechthoekig grondplan met een oppervlakte van 265 m² en wordt omsloten door een natuurstenen muur. Vooraan aan de open toegang staat het Cross of Sacrifice. De begraafplaats werd van mei tot september 1918 door de 21st Casualty Clearing Station aangelegd.
De begraafplaats telt 41 Britten, 2 Nieuw-Zeelanders en 1 Duitser en wordt onderhouden door de Commonwealth War Graves Commission.

## Onderscheiden militairen
- James Thomas Byford McCudden, majoor bij de Royal Air Force werd onderscheiden met het Victoria Cross, tweemaal met de Distinguished Service Order, tweemaal met het Military Cross en de Military Medal (VC, DSO and Bar, MC and Bar, MM). Hij ontving ook het Franse Croix de guerre en was een van de meest gedecoreerde militairen van het Britse leger.
- Robert Alexander Little, was een Australische Flight Commander bij de Royal Air Force. Hij werd tweemaal onderscheiden met de Distinguished Service Order en tweemaal met het Distinguished Service Cross (DSO and Bar, DSC and Bar). Hij ontving ook het Franse Croix de guerre met ster.
- G.C. Dell Clarke, kapitein bij de Royal Air Force werd onderscheiden met het Military Cross (MC).
- William Fitton, onderluitenant bij de Royal Air Force werd onderscheiden met de Military Medal (MM).